# Гирин, Сергей Викторович
Сергей Викторович Гирин (род. 17 июня 1963, Гомель, Белорусская ССР, СССР) — российский актёр кино. Заслуженный артист Российской Федерации (2014).

## Биография
В 1989 году окончил славянское отделение филологического факультета МГУ. В 1992 году окончил актёрский факультет ВТУ им. Щукина (худ. рук. профессор Ю. Авшаров). Работал в Театре им. М. Н. Ермоловой. В труппе Московского театра «Современник» с 1998 года.
1992—1993 гг. — диктор «Иновещания» на Чехословакию. 2002 г. — автор программы Елены Степаненко «Кышкин дом» (НТВ). 2003 г. — диктор программы «Власть факта» (канал «Культура»). 2004 г. — автор программы «Смеяться разрешается!» (РТР). 2004 г. — автор сказки «Чудеса после уроков» (реж. Комин С., Храм Христа Спасителя в Москве). 2006 г. — перевод пьесы Миро Гаврана «Муж моей жены» (спектакль «Муж моей жены», театральное содружество «Арт-Партнёр XXI», реж. А. Огарёв). 2007 г. — диктор программы «Тайны времени» (телеканал «Звезда»).

## Награды и звания
- Заслуженный артист Российской Федерации (14 августа 2014 года) — за большие заслуги в развитии отечественной культуры и искусства, телерадиовещания, печати, связи и многолетнюю плодотворную деятельность[1]
- Почётный деятель искусств города Москвы.

## Фильмография

### Роли в кино
- 1991 — Армавир
- 1991 — Мигранты
- 1991 — Чужая сторона
- 1996 — Карнавальная ночь-2
- 2001 — Люди и тени. Секреты кукольного театра
- 2003 — Лучший город Земли
- 2003 — Люди и тени-2. Оптический обман
- 2003 — Операция «Цвет нации»
- 2003 — Три товарища (фильм-спектакль)
- 2004 — Игра на выбывание
- 2004 — Кодекс чести-2
- 2005 — Тебе, не знавшему меня
- 2005 — Большое зло и мелкие пакости
- 2005 — Неуловимая четвёрка
- 2005 — Моя прекрасная няня
- 2005 — Чёрная богиня
- 2006 — Сыщики-5
- 2006 — Утёсов. Песня длиною в жизнь
- 2007 — Закон и порядок: Преступный умысел -1
- 2008 — Две сестры
- 2008 — Крутой маршрут
- 2008 — Моя любимая ведьма
- 2008 — Солдаты-15. Новый призыв
- 2008 — Фотограф
- 2009 — Отдел контрольных преступлений
- 2009 — Высший пилотаж
- 2009 — Грязная работа
- 2009 — Сорок третий номер…
- 2010 — Господа Головлёвы
- 2010 — Я подарю себе чудо
- 2012 — Кто, если не я?
- 2012 — Селестина
- 2013 — Кодекс чести-6
- 2024 — Молодёжка. Новая смена